# Montreuil-Juigné
Montreuil-Juigné is een plaats en gemeente in het Franse departement Maine-et-Loire in de regio Pays de la Loire. De plaats maakt deel uit van het arrondissement Angers. Montreuil-Juigné telde op 1 januari 2022 7.811 inwoners.

## Geschiedenis
De gemeente is op 1973 ontstaan door de fusie van Juigné-Béné en Montreuil-Belfroy. Op 22 maart 2015 werd het kanton Angers-Nord opgeheven en werd Montreuil-Juigné opgenomen in het op die dag gevormde kanton Angers-4.

## Geografie
De oppervlakte van Montreuil-Juigné bedroeg op 1 januari 2022 13,81 vierkante kilometer; de bevolkingsdichtheid was toen 565,6 inwoners per km².

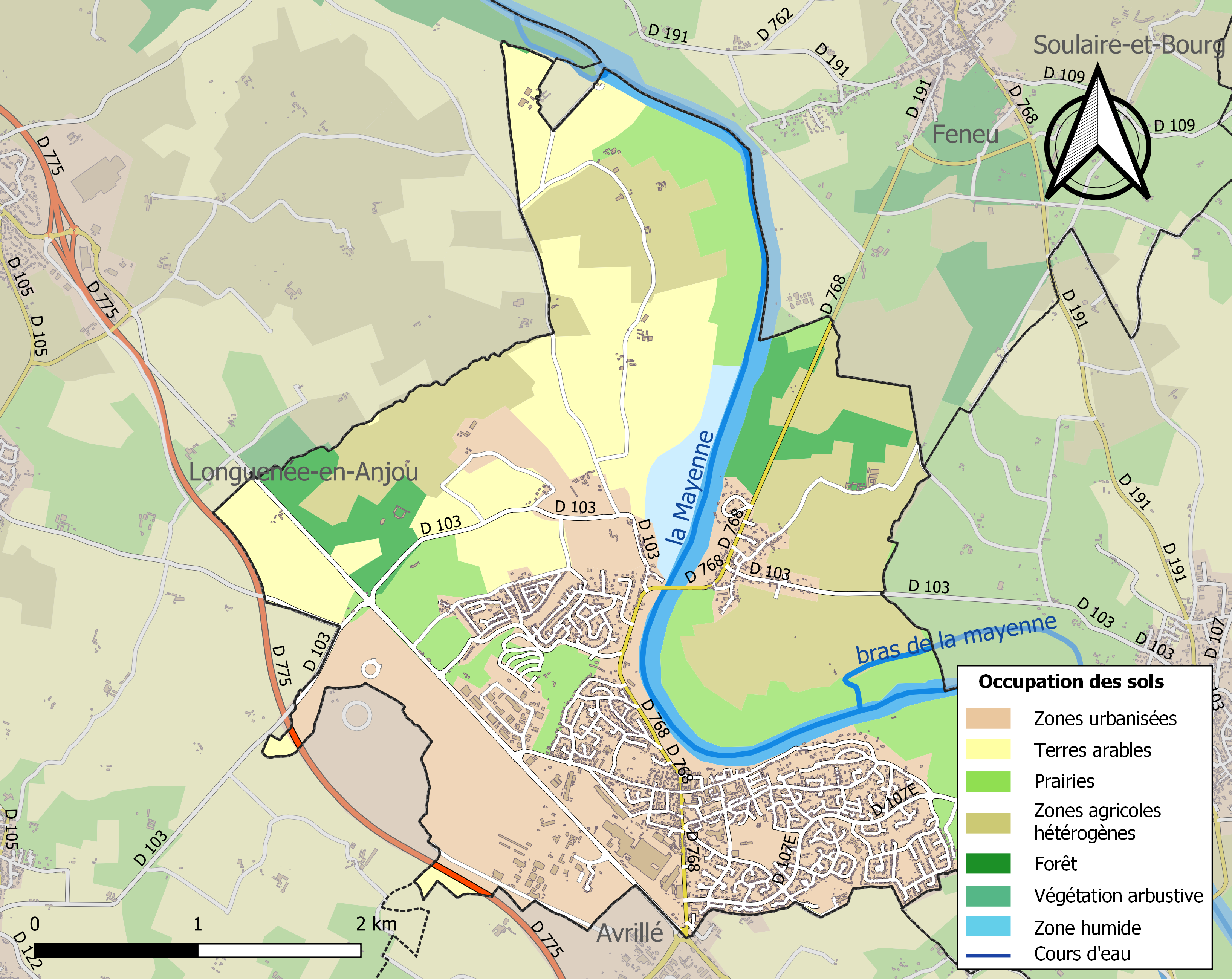
Kaart van de gemeente met de belangrijkste infrastructuur, bodemgebruik en omliggende gemeenten

## Demografie
Onderstaande figuur toont het verloop van het inwonertal (bron: INSEE-tellingen).